# Salix interior
Salix interior là một loài thực vật có hoa trong họ Liễu. Loài này được Rowlee miêu tả khoa học đầu tiên năm 1900.

## Hình ảnh

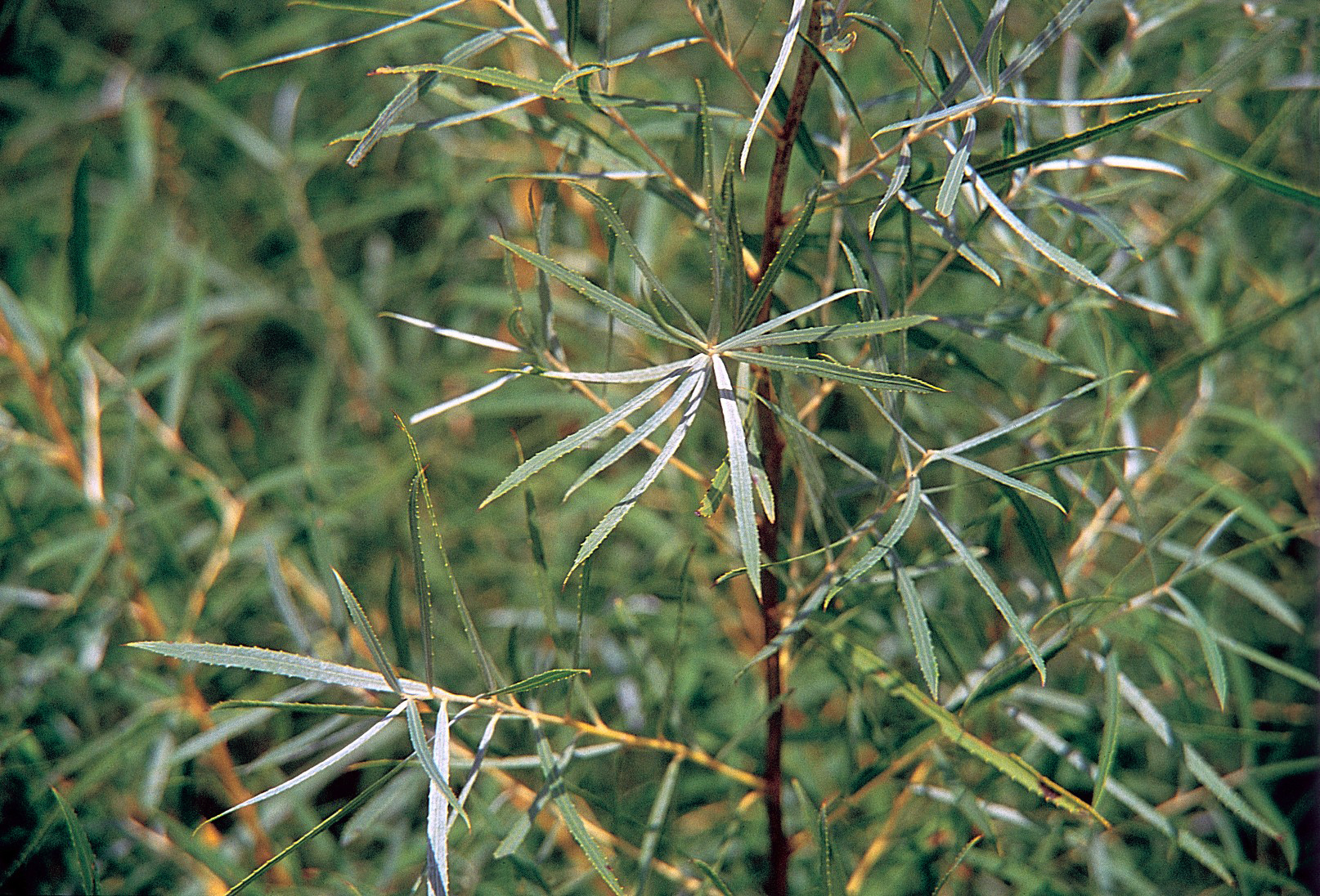
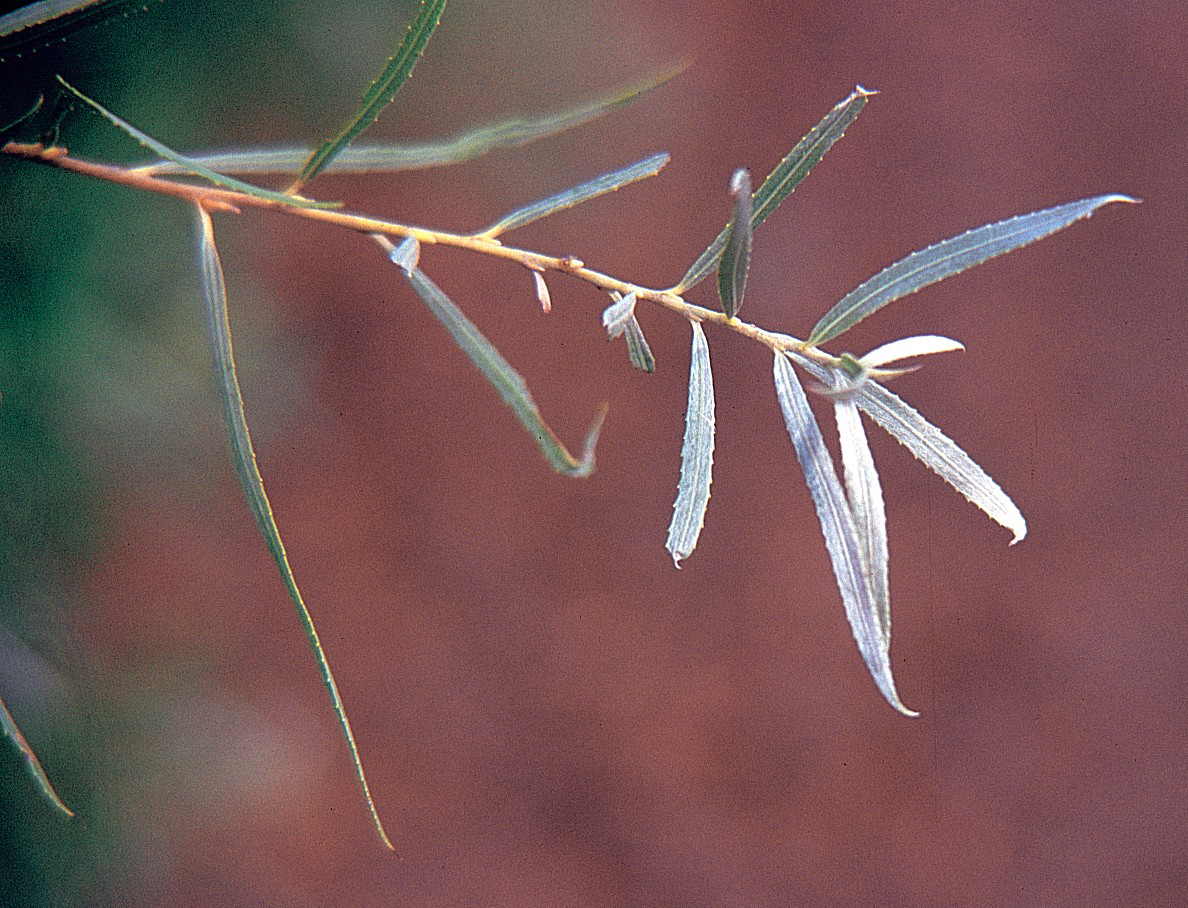
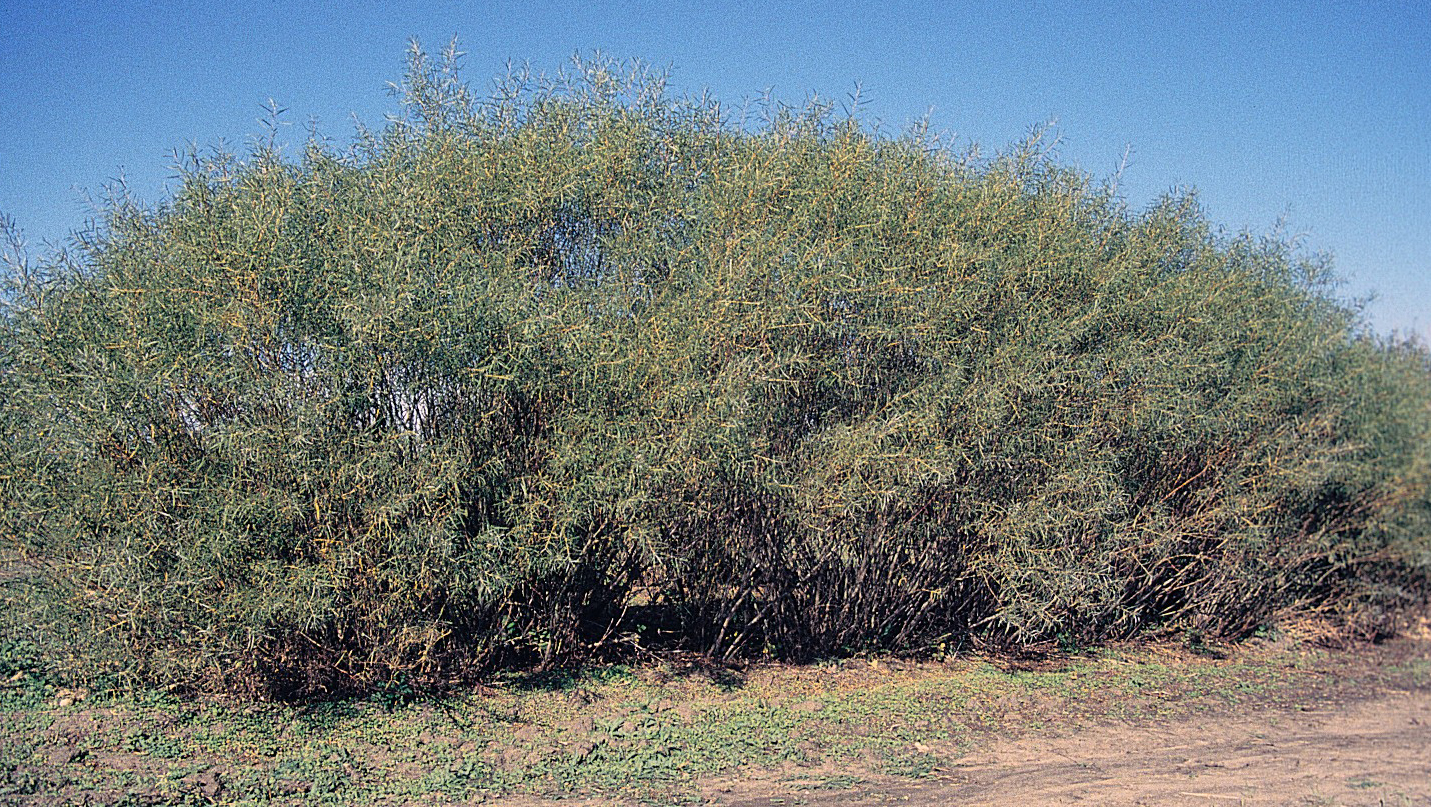
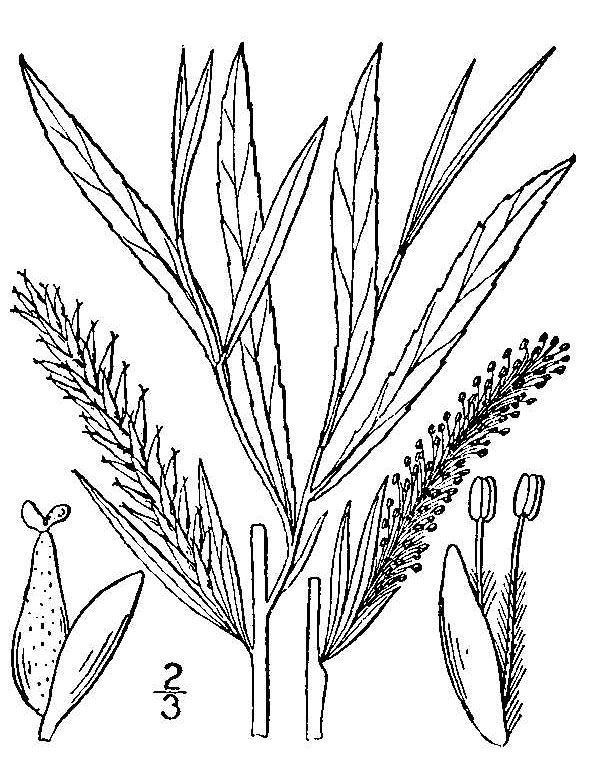